# Вукотич-Кропивницький Костянтин Маркович
Костянтин Маркович Вуко́тич-Кропивни́цький (нар. 2 червня 1870, Бобринець — пом. серпень 1919, Одеса) — український театральний актор і режисер. Син театрального діяча Марка Кропивницького.

## Біографія
Народився 21 травня [2 червня] 1870 року у місті Бобринець Єлисаветградського повіту, Херсонської губернії Російської імперії (нині Кіровоградська область, Україна). Закінчив Одеське комерційне училище.
Протягом 1890—1903 років працював у трупі Марка Кропивницького; у 1903—1904 роках — у трупі Федора Волика. Керував аматорськими театрами Народної аудиторії та при заводі Гена в Одесі. Помер в Одесі у серпні 1919 року.

## Ролі
- Петро («Наталка Полтавка» Івана Котляревського);
- Хома Кичатий («Назар Стодоля» Тараса Шевченка);
- Остап («Тарас Бульба» Михайла Старицького за Миколою Гоголем);
- Влас, Семен, Зінько («Олеся», «Дай серцю волю, заведе в неволю», «Чмир» Марка Кропивницького);
- Старшина («Борці за мрії» Івана Тогобочного);
- війт Гонорій («Підгоряни» Марка Кропивницького за Іваном Гушалевичем).